# Національно-демократична партія Єгипту
Націона́льно-демократи́чна па́ртія (араб. الحزب الوطني الديمقراطي, трансліт. El-Ḥizb el-Waṭanī ed-Dīmuqrāṭī), часто згадується в Єгипті як просто Національна партія (арабська الحزب الوطني, трансліт. El-Ḥizb el-Waṭanī) — правляча політична партія в Єгипті з 1978 по 2011. Партію заснував президент Анвар Садат 1978 року; вперше про неї було оголошено 9 липня 1978 року і формально затверджено 2 жовтня 1978 року. НДП мала беззаперечну владу в державній політиці, зазвичай вважаючись de facto однією партією з авторитарними характеристиками, всередині офіційно багатопартійної системи, від її створення до відставки наступника Садата Хосні Мубарака у відповідь на єгипетську революцію 2011. Після вбивства Садата, вчиненого 6 жовтня 1981 року, до 11 лютого 2011 партію очолював президент Єгипту Хосні Мубарак. НДП перебувала при владі з моменту свого створення. 
Національно-демократична партія була авторитарною центристською партією. З самого початку вона була, безумовно, найпотужнішою з партій, що виникли з Арабського соціалістичного союзу (АСС), колишньої єдиної правлячої партії з 1962, і як така розглядалася як її органічний наступник. На відміну від сильного акценту АСС на арабському націоналізмі та арабському соціалізмі (насеризм), НДП перетворилася на помірковану центристську партію. НДП була членом Соціалістичного Інтернаціоналу з 1989, поки його не виключили у 2011 у відповідь на революцію. 
16 квітня 2011 за рішенням суду партію було ліквідовано, а її активи передано державі.